# Daanozaur
Daanozaur (Daanosaurus zhangi) – dinozaur z rodziny brachiozaurów (Brachiosauridae).
Żył w epoce późnej jury (ok. 156 mln lat temu) na terenach wschodniej Azji. Długość ciała ok. 18 m, wysokość ok. 9 m, masa ciała ok. 30 t. Jego szczątki znaleziono w Chinach (w prowincji Syczuan, w okolicach miasta Zigong).
Opisany na podstawie kilku elementów szkieletu, m.in. fragmentów czaszki młodych osobników.